# زمین‌لرزه فوریه ۱۹۶۶ چین
زمین‌لرزه چین  در تاریخ ۵ فوریه ۱۹۶۶ میلادی، برابر با ‎۱۶ بهمن ۱۳۴۴، ساعت ۱۵:۱۲:۳۱ به زمان یوتی‌سی در چین رخ داد. ژرفای این زلزله ۸٫۶ کیلومتر بود. بزرگی آن ۵٫۶ در مقیاس mb اعلام شده‌است. زمین‌لرزه به وقت محلی در روز شنبه، ساعت ۲۳ روی داده و منطقه زمانی آن یوتی‌سی +۸ بوده‌است .
سازمان زمین‌شناسی آمریکا نیز جای این زمین‌لرزه را در مختصات ۲۶°۰۶′شمالی ۱۰۳°۰۶′شرقی / ۲۶٫۱°شمالی ۱۰۳٫۱°شرقی و بزرگی آنرا برابر با ۶٫۵ در مقیاس ریشتر اعلام کرده‌است. 
شمار کشتگان زلزله حدود ۳۷۱ نفر بوده‌است.تعداد زخمیان ۹۲۳ نفر برآورده شده‌است.